# 张光义 (1935年)
张光义（1935年9月3日—），四川泸州人，雷达工程专家，中国工程院院士。
1997年，获选中国工程院信息与电子工程学部院士。